# Exoplanet Data Explorer
Exoplanet Data Explorer est un site web répertoriant des exoplanètes dont la masse peut atteindre jusqu'à 24 MJ.